# Triaenonyx arrogans
Triaenonyx arrogans is een hooiwagen uit de familie Triaenonychidae.